# Klitmøller
Klitmøller ist eine Ortschaft in der dänischen Kommune Thisted, Region Nordjylland, mit 822 Einwohnern (1. Januar 2014). Die Stadt befindet sich 11 km südwestlich von Hanstholm und 18 km nordwestlich von Thisted. Aus dem kleinen Fischerdorf entwickelte sich seit den 1980er Jahren ein touristischer Hauptort: Starke Westwinde und beständige Brandungswellen bieten optimale Bedingungen für Surfer. Heute ist Klitmøller eines der bekanntesten Surfgebiete Europas und wird unter dem Namen „Cold Hawaii“ vermarktet.

## Tourismus
Das Surferparadies Klitmøller ist seit den 1990er Jahren Austragungsort der dänischen Meisterschaften im Windsurfen. Auch die Europameisterschaften fanden hier schon mehrmals statt, unter anderem 1996, 1998 und 2010. Auch Kitesurfen ist beliebt, darf zur Brutzeit jedoch nur außerhalb der Schutzgebiete ausgeübt werden. Klitmøller ist außerdem Austragungsort der Professional Windsurfers Association World Tour.
In Klitmøller gibt es die verschiedensten Unterkünfte: Campingplätze, Ferienhäuser, Hotels. Einige Vermittlungsagenturen sind ebenfalls vor Ort ansässig. Die Mehrzahl der Restaurants und Cafés hat lediglich im Sommer geöffnet. Zudem gibt es eine Surfschule und einen Reiterhof. Das jährliche Sommerfest findet am ersten Wochenende im Juni statt.

## Handel und Fischerei
Klitmøller gewann zwischen 1660 und 1810 Bedeutung durch den Warenhandel mit der nur 110 Kilometer entfernten norwegischen Küste. Flachgebaute Transportschiffe (z. B. Schwertboote mit flachem Unterwasserschiff) konnten auf dem Sandstrand anlanden. Getreide und Nahrungsmittel wurden exportiert, vor allem Holz wurde importiert. Bei einer Sturmflut 1825 entstand bei Agger Tange eine Verbindung von Nordsee und Limfjord, sodass der Handelsplatz Klitmøller seine bevorzugte Lage einbüßte.
Von 1847 bis 1979 existierte am Ort eine Seenotrettungsstation.
Bis 1967 wurde gewerbsmäßig Fischerei betrieben. Die Fischkutter wurden per Seilwinde auf den Strand gezogen. Bis 2019 erinnerte der stillgelegte 12 Meter lange Kutter Bellis T97 im Hafen von Klitmøller an diese Zeit. 1967 wurden die Boote in den neuen Hafen von Hanstholm verlegt. Fischerei wird in Klitmøller seitdem nur noch im Nebenerwerb betrieben.

## Flora und Fauna
In den Dünen finden sich die typischen Pflanzengesellschaften aus Strandroggen, Stranddistel, Heidekrautgewächsen, Schwarzer Krähenbeere. Bruchwasserläufer und Kraniche brüten hier. Die Ortschaft Klitmøller wird vom Nationalpark Thy (eingerichtet 2007) umschlossen. Landeinwärts liegen die Seen Vandet Sø und Nors Sø.